# Dhaulagiri
Dhaulagiri (Muntele Alb) (nepaleză: धौलागिरी Dhaulāgirī) este un munte din masivul Himalaya care are altitudinea de 8.167 m deasupra n.m. fiind situat pe locul șapte în categoria munților peste 8000 de m înălțime. Prin valea Kali Gandaki, Dhaulagiri este despărțit de muntele Annapurna (8.091 m), care se află la est 35 km depărtare. Inălțimea muntelui Dhaulagiri a fost pentru prima oară măsurată în anul 1809 de locotenentul William Spencer Webb și căpitanul John Hodgson, care au măsurat 8190 de m, fiind descoperit primul munte peste 8000 de m, recordul fiind deținut de Kangchenjunga care în lexiconul din 1838 era considerat cel mai înalt munte din lume.

## Vârfuri
| Dhaulagiri I           | 8167 m |
| Dhaulagiri II          | 7751 m |
| Dhaulagiri III         | 7715 m |
| Dhaulagiri IV          | 7661 m |
| Dhaulagiri V           | 7618 m |
| Churen Himal (Central) | 7385 m |
| Churen Himal (Est)     | 7371 m |
| Churen Himal (Vest)    | 7371 m |
| Dhaulagiri VI          | 7268 m |
| Putha Hiunchuli        | 7246 m |
| Gurja Himal            | 7193 m |

## Particularitate
În 1960 a fost realizată pe panta sa la o altitudine de 6080 m cea mai înaltă aterizare cu un avion.

## Galerie imagini

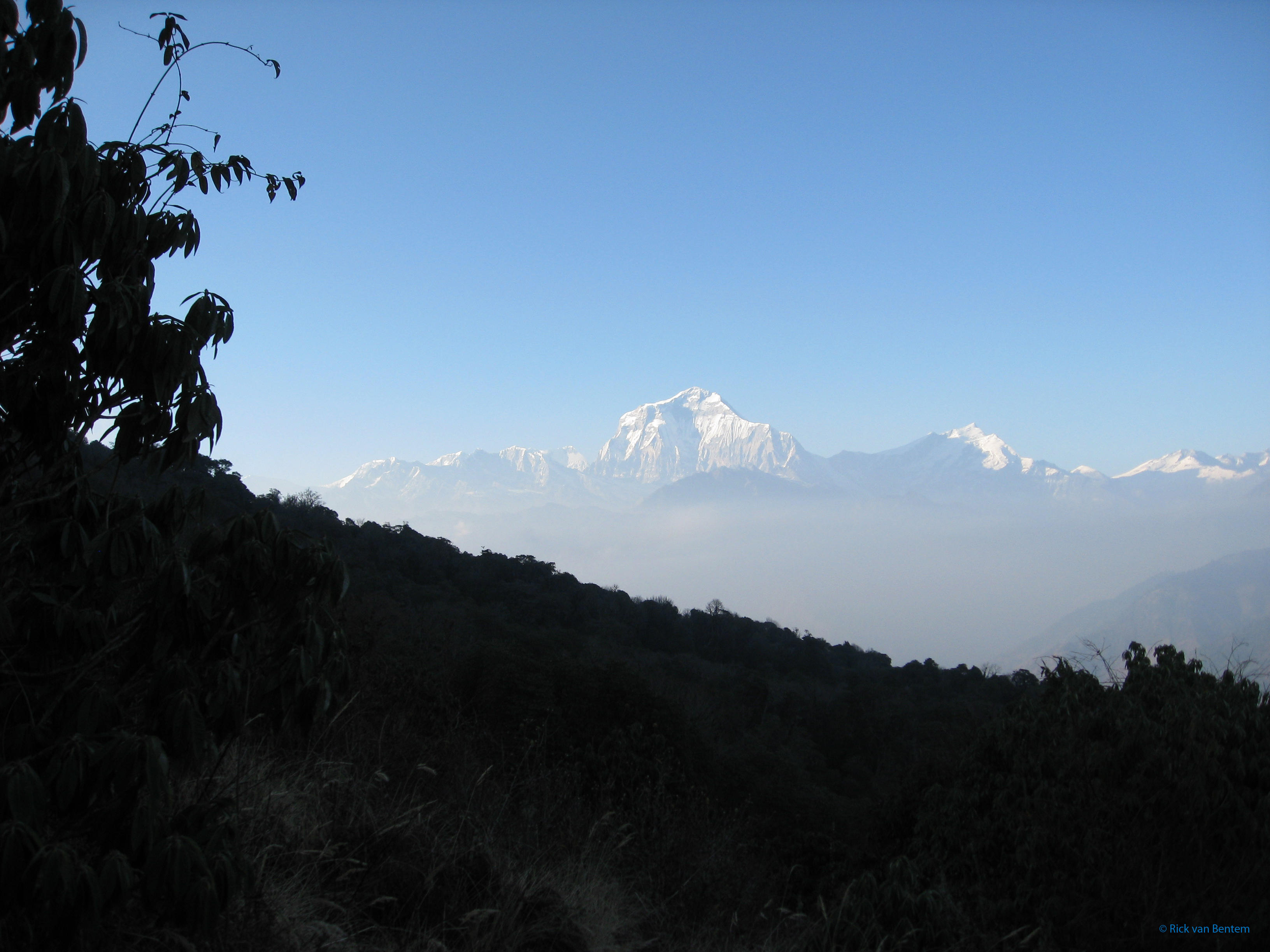
Dhaulagiri de la dealul Poon (Ziua)
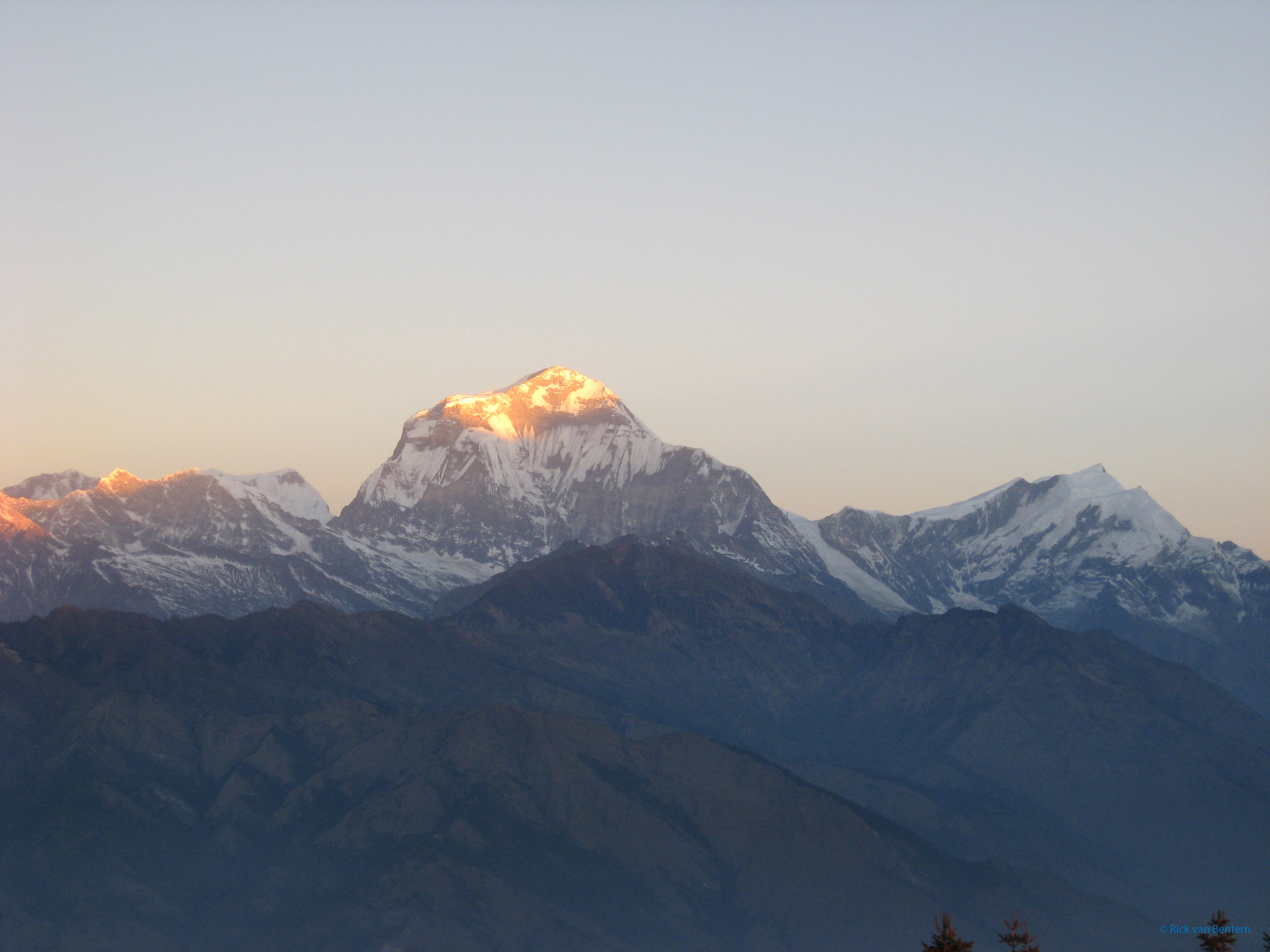
Dhaulagiri de la dealul Poon  (Răsărit)
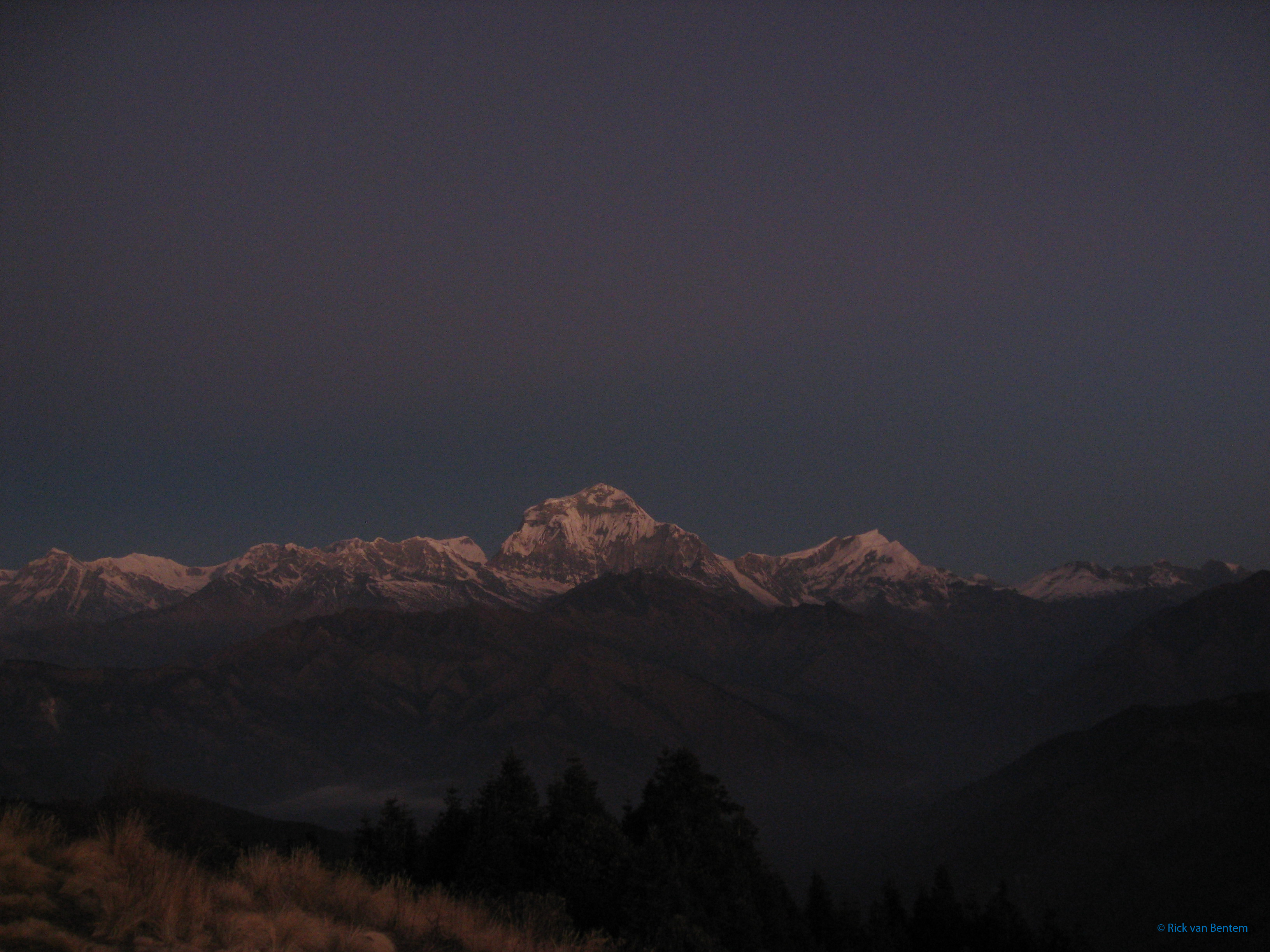
Dhaulagiri (Noaptea)